# Grubbs-Hoveyda-katalysator
De Grubbs-Hoveyda-katalysatoren zijn een variatie op de Grubbs' katalysatoren, ontwikkeld door Amir H. Hoveyda. In de eerste generatie Grubbs-katalysatoren is een van de fosfineliganden vervangen door een aan de benzeenring gekoppelde isopropyloxygroep. In de tweede generatie van dit type is de tweede fosfineligand ook vervangen, maar door een stikstofhoudende heterocyclische groep.